# Pohár SKFS
Pohár SKFS (Pohár Středočeského Krajského Fotbalového Svazu) je fotbalová soutěž hraná na území středočeského kraje a je zde uplatněn vyřazovací systém. Nastupují v něm celky ze středočeského kraje napříč spektrem středočeských krajských fotbalových soutěží (tzn. Přebor Středočeského kraje, I. A třída Středočeského kraje a I. B třída Středočeského kraje), které zároveň nehrají v žádné z vyšších soutěží.
Vítěz má právo ke startu v předkole příštího ročníku národního poháru - MOL Cupu.

## Formát soutěže
Pohár SKFS se hraje vyřazovacím systémem na jeden zápas, kromě finále které se hraje na dva zápasy doma-venku. Pokud zápas skončí remízou, následuje penaltový rozstřel. Do osmifinále se hraje na stadionu mužstva z nižší soutěže, poté je pořadatel určen losem.

## Přihlášené týmy
Pro účastníky Přeboru Středočeského kraje a I. A třídy Středočeského kraje je účast v krajském poháru povinná. Přihlásit se také může kterékoliv mužstvo z I. B třídy Středočeského kraje a vítězové okresních fotbalových pohárů.

## Přehled ročníků
| Pohár SKFS | Pohár SKFS            | Pohár SKFS   | Pohár SKFS             | Pohár SKFS |
| Ročník     | Vítězný tým           | Výsledek     | Finalista              |            |
| ---------- | --------------------- | ------------ | ---------------------- | ---------- |
| 2010/11    | SK Zápy               | 2:1          | TJ SK Hřebeč           |            |
| 2011/12    |                       |              |                        |            |
| 2012/13    |                       |              |                        |            |
| 2013/14    | TJ Jíloviště          | 2:0, 4:5pen. | SK Votice              |            |
| 2014/15    | FK Brandýs nad Labem  | 3:1, 0:2     | Slovan Velvary         |            |
| 2015/16    | SK Rakovník           | 4:0, 1:2     | TJ Sokol Sedlec-Prčice |            |
| 2016/17    | FK Komárov            | 0:2, 3:0pen. | TJ Záryby              |            |
| 2017/18    | TJ Sokol Vyšehořovice | 3:1, 0:2     | TJ Jíloviště           |            |
| 2018/19    | FK Komárov            | 1:0, 2:1     | SK Sparta Kutná Hora   |            |
| 2019/20    | -                     | -:-          | -                      |            |
| 2020/21    | -                     | -:-          | -                      |            |
| 2021/22    | TJ SK Hřebeč          | 2:0          | Spartak Průhonice      |            |
| 2022/23    | Spartak Průhonice     | 4:1          | TJ Jíloviště           |            |
| 2023/24    | SK Rapid Psáry        | 3:0          | SK Poříčany            |            |
| 2024/25    | FK Čáslav             | 5:0          | SK Rakovník            |            |